# Шультюте

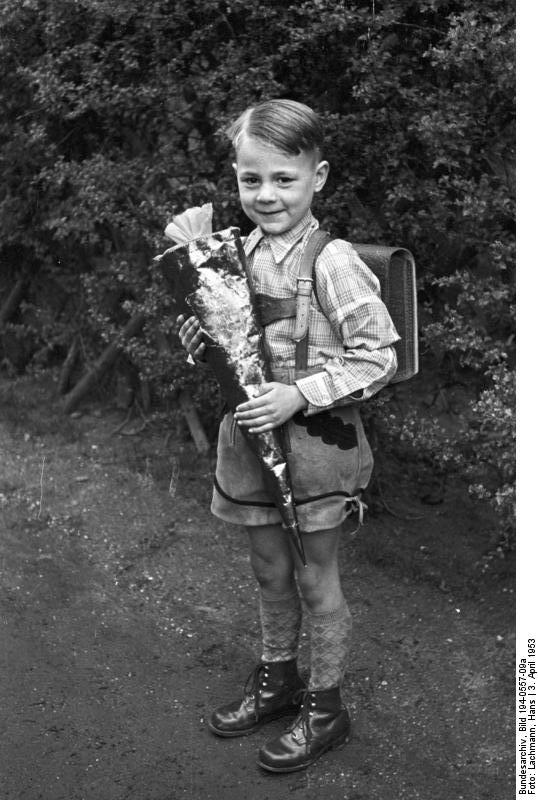
Первый раз в первый класс. 1953

Шу́льтюте (нем. Schultüte — «школьный кулек»), также встречается цу́ккертюте (нем. Zuckertüte — «сладкий (дословно: сахарный) кулек») — традиционная в Германии форма подарка родителей ребёнку-первокласснику в виде бумажного конуса с мягким верхом на завязке, который наполняется сладостями и небольшими подарками. Длина шультюте составляет 70-85 см. Традиция отправлять детей первый раз в первый класс с достаточно крупногабаритным подарком в руках появилась в Германии в XIX веке и практически не встречается в других странах.
История шультюте начинается в Саксонии и Тюрингии около 1810 года. Шультюте упоминаются в 1817 году в Йене, в 1820 году — в Дрездене и в 1836 году — в Лейпциге. Детям рассказывали, что шультюте растут на дереве в доме учителя, и если они выросли, значит, пора идти в школу.
В автобиографической повести для детей «Когда я был маленьким» немецкий писатель Эрих Кестнер вспоминает о первом дне в дрезденской школе в 1906 году и «свой фунтик со сластями с шёлковым бантом». Он нёс его показать соседке, но споткнулся и упал, и содержимое кулька вывалилось на пол: «Я стоял по щиколотку в конфетах, пралине, финиках, шоколадных зайцах, винных ягодах, апельсинах, пряниках, вафлях и обёрнутых в золотую фольгу майских жуках».
Сначала шультюте обрели популярность в крупных городах, затем традицию подхватили и в провинции. Кульки со сластями первоклашкам дарили изначально крёстные, и их делали взрослые своими руками. Но сейчас шультюте — это преимущественно подарок от родителей, а кульки-шультюте продаются в магазинах. Иногда шультюте будущие школьники мастерят для себя сами ещё в детском саду. Конусообразные шультюте обычно наполняют сладостями и подарками небольшого размера, чаще школьными принадлежностями. Название цуккертюте появилось именно благодаря сладостям. В Западной Германии дарить шультюте первоклассникам стали лишь в 1950-х годах, и до сих пор подарок шультюте остаётся преимущественно немецким обычаем.